# 南仓站 (中国铁路)
南仓站位于中华人民共和国天津市北辰区天穆镇南仓村，是津山铁路、津蓟铁路、京沪铁路节点处的特等货运、编组站，主要承担津山铁路、京沪铁路、京九铁路三大干线的到达列车的解体，始发列车编组及直通列车的中转作业，此外还担当着30多条专用线装卸车取送作业及中转零担、笨零业务，由中国铁路北京局集团直接管辖。

## 历史
1928年，京奉铁路在南仓开设线路所，1946年撤销，是为南仓站的前身。1951年，为缓解天津站调车场的编组压力，南仓建成编组站。1955年、1959年、1972年先后增建上行场、上行到达场和下行到达场。1979年，南仓站作为一等站，成为北京铁路局五大编组站之一。至1990年，车站规模为三级五场，并于8月取代了天津北站的零担货运业务。1993年至1995年，京九铁路附属工程津霸铁路接入车站，车站规模增至三级六场:552:75。2000年，南仓站成为全国第四大编组站，同时是特等站。后车站停办客运业务，转为仅办理货运与编组业务。

## 车站设施
南仓站为混合式三级六场编组站，分为上下行两个系统：
其中下行方向为二级三场（下行到达场、下行编发场和直通场），京沪、津霸正线外包站场。下行到达场又称为Ⅱ场，共有10条股道，其中1-5道为到发线兼通过线，6-10道为到达解体线路。下行编发场又称Ⅲ场，共有24条股道。直通场又称Ⅰ场，位于三场北侧，共7股线路，以办理下行无调中转列车为主，同时办理上行去北京方向无调列车。机务段位于直通场和下行编发场东侧。
上行方向为三级三场（上行到达场、上行编组场和上行出发场）。其中上行到达场又称Ⅳ场，共有11条股道，其中1-4条为到发线兼通过线，5-11道为到达解体线路。上行调车场又称Ⅴ场，共有17条股道，2016年新增5条股道。上行出发场又称Ⅵ场。
南仓站的东南侧为三角形的疏解区，天津北环铁路、京沪铁路往天津西及津山铁路往天津北在该区域出岔。
根据2021年天津市国土空间总体规划，将在津霸线上另建汊沽编组站取代大部分本站编组功能，并审慎研究本站增建站台，为津蓟铁路市郊列车开办客运业务的可行性。

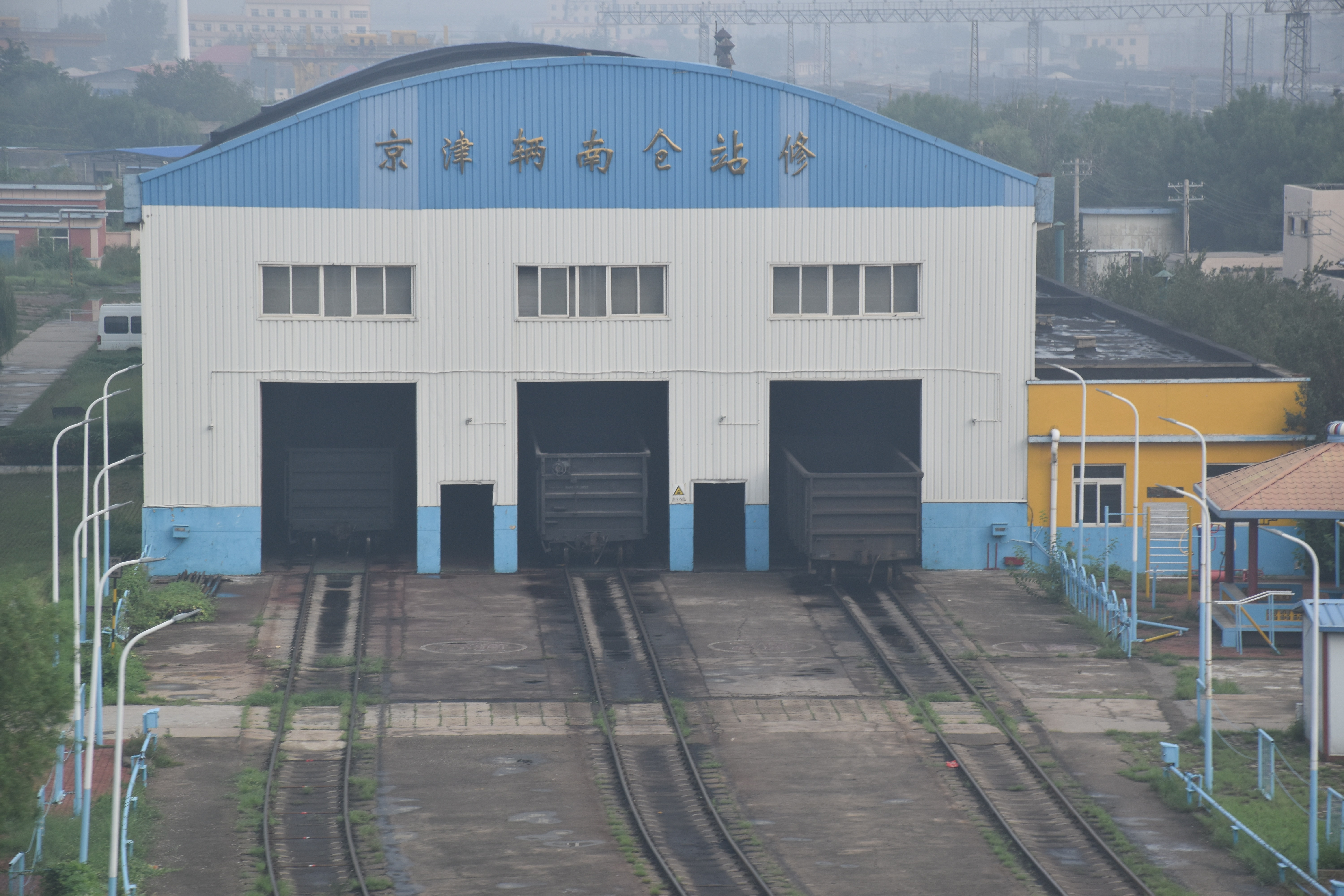
南仓站站修车间
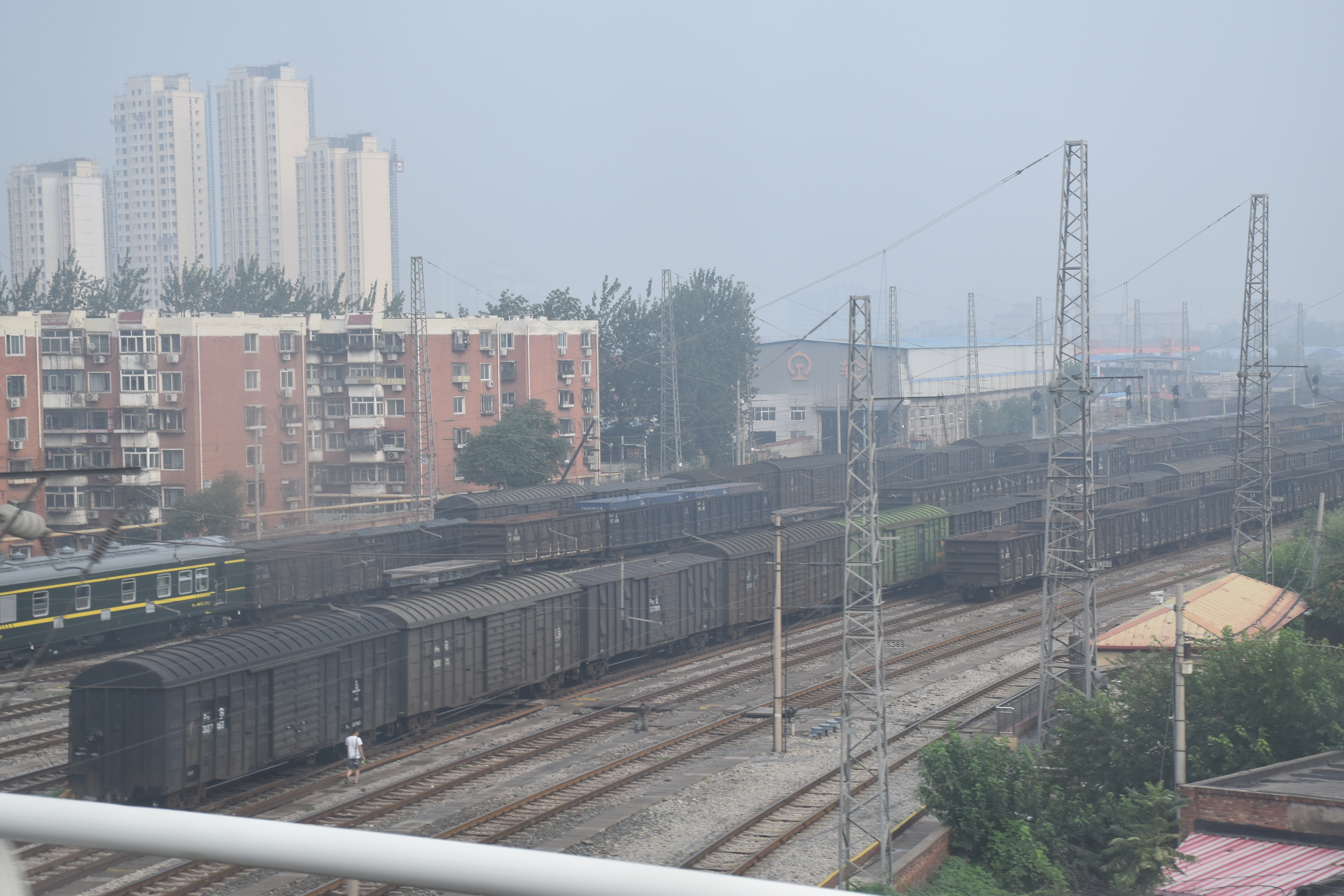
南仓站上行到达场
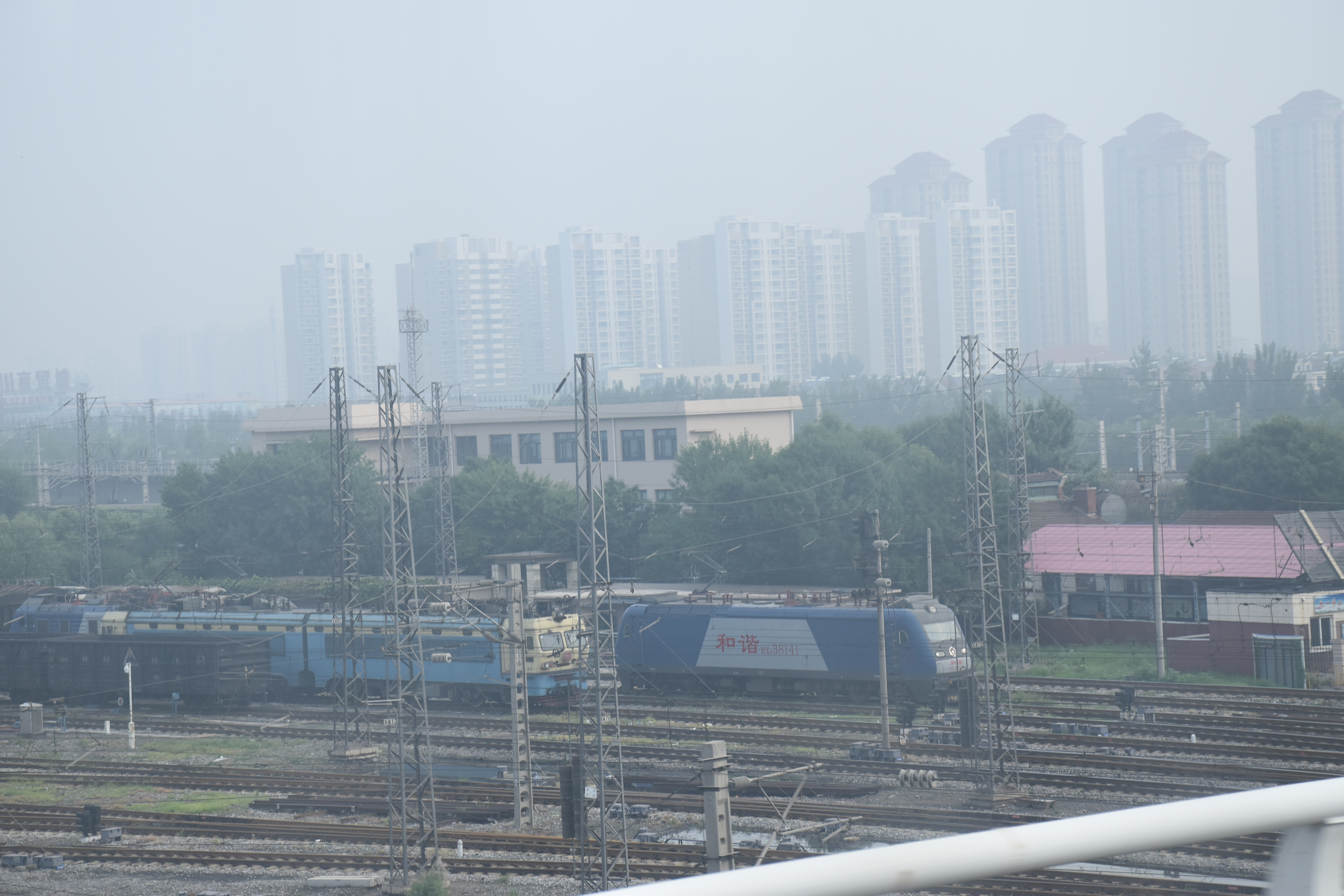
南仓站直通场和下行编发场